# Jasenaš
Jasenaš is een plaats in de gemeente Virovitica in de Kroatische provincie Virovitica-Podravina. De plaats telt 117 inwoners (2001).